# Sara Key
Sara Key, född Lindstrand 7 december 1962 i Stockholm, är en svensk skådespelare. Hennes farmors mor, Hedda Key-Rasmussen, var syster till författaren Ellen Key. 

## Biografi
Som barn var Key verksam vid Vår teater och utbildade sig därefter vid Skara Skolscen och 1982–1985 på Teaterhögskolan i Göteborg. Hon TV-debuterade 1984 i serien Taxibilder och slog igenom i TV-serien Varuhuset (1987–1988). Där spelade hon rollen som Cecilia, flickvän till en ung förolyckad poet. 1987–1998 medverkade hon även i TV-serien Svenska hjärtan. Under 1990- och 2000-talen kom hon att göra allt färre film- och TV-roller. 2007 medverkade hon i Beck-filmen Den japanska shungamålningen.
I dag arbetar hon som skådespelare i Frankrike och i Sverige.

## Filmografi
- 1984 – Taxibilder (TV-serie)
- 1986 – Gösta Berlings saga (TV-serie)
- 1986 – På liv och död
- 1987 – Svart gryning
- 1987 – The Girl
- 1987 – I dag röd (TV-serie)
- 1987–1988 – Varuhuset (TV-serie)
- 1987–1998 – Svenska hjärtan (TV-serie)
- 1989 – Den inbillade sjuke
- 1995 – Anmäld försvunnen (TV-serie)
- 1996 – Silvermannen (TV-serie)
- 1998 – Rederiet (TV-serie)
- 1999 – Jakten på en mördare (TV-serie)
- 1999 – Ben & Gunnar
- 2007 – Beck – Den japanska shungamålningen

## Teater

### Roller
| År   | Roll  | Produktion                 | Regi          | Teater   |
| ---- | ----- | -------------------------- | ------------- | -------- |
| 1987 | Molly | Under tiden Michael Druker | Richard Looft | Dramaten |